# Semaeomyia catharinensis
Semaeomyia catharinensis är en stekelart som beskrevs av Günther Enderlein 1909. Semaeomyia catharinensis ingår i släktet Semaeomyia och familjen hungersteklar. Inga underarter finns listade i Catalogue of Life.